# Dusun Diilir
Dusun Diilir is een bestuurslaag in het regentschap Sungai Penuh van de provincie Jambi, Indonesië. Dusun Diilir telt 581 inwoners (volkstelling 2010).